# Bothrops alternatus
La crucera, yarará grande o víbora de la cruz (Bothrops alternatus) es una especie de serpiente venenosa de la subfamilia Crotalinae, endémica de Brasil, Argentina, Bolivia, Paraguay y Uruguay. Dentro de su rango, es una importante causa de mordeduras de serpiente. No hay subespecies reconocidas.

## Nombre común
Urutu, wutu, víbora de la cruz.
- Argentina: yarará, yarará picuda, yarará grande, víbora de la cruz, picuda del delta.
- Brasil: boicoatiara, boicotiara (idioma tupí), coatiara, cotiara (sur de Brasil), cruzeira, cruzeiro, jararaca de agosto (Río Grande del Sur, región de la laguna de los Patos), jararaca rabo-de-porco (Río Grande del Sur); urutú.
- Paraguay: mbói-cuatiá, mbói-kwatiara, yarará acácusú, kiririóg-aká-kurussú, mboí cuatía, jarara (idioma guaraní).
- Uruguay: crucera, víbora de la cruz, yarará.

## Descripción
Ha sido reportado que esta especie puede exceder 2 m de longitud, aunque otros registros verifican un máximo de 170 cm (Aunque al este de Uruguay se registraron varios de estos animales de más de 2 metros de largo). El largo promedio es de 80-120 cm, con hembras  significativamente más largas y más pesadas.

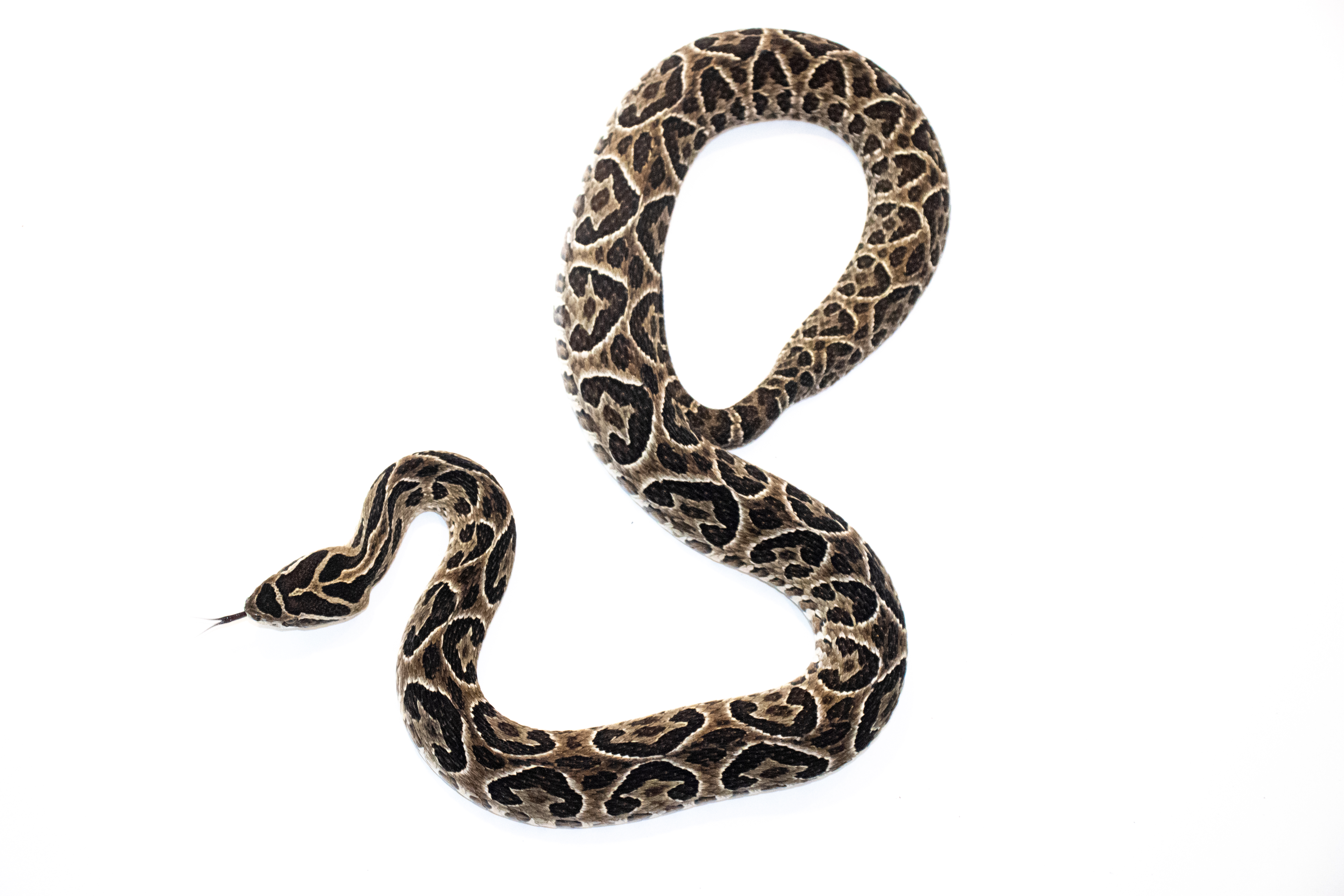
Vista cenital de una B. alternatus. Notar su patrón de coloración, tremendamente útil para su correcta identificación.

A cada lado de la cabeza tiene una foseta loreal ubicada entre el ojo y el hocico, que sirve para detectar presas que emiten radiación infrarroja. La foseta loreal es una característica compartida con las demás víboras de foseta.
Historia taxonómica
Durante el siglo XX fue incluida en el género Bothrops, formando parte del grupo de especies ‘alternatus’, pero en 2009 fue trasladada a Rhinocerophis. Finalmente, en el año 2012, luego de una revisión de la morfología, filogenia y taxonomía de las serpientes bothropoides sudamericanas, las especies de ese género fueron nuevamente reincorporadas a Bothrops.

## Rango geográfico
Se la halla en el sudeste de Brasil, Paraguay, Uruguay, norte y centro-este de Argentina (provincias de Buenos Aires, Catamarca, Córdoba, Corrientes, Chaco, Entre Ríos, Formosa, La Pampa, Misiones, Mendoza, San Luis, Santa Fe, Santiago del Estero, Tucumán, Salta, Jujuy, San Juan). 
La localidad tipo es listada como "Amérique méridionale"  y "Paraguay."

## Conducta
Es terrestre.

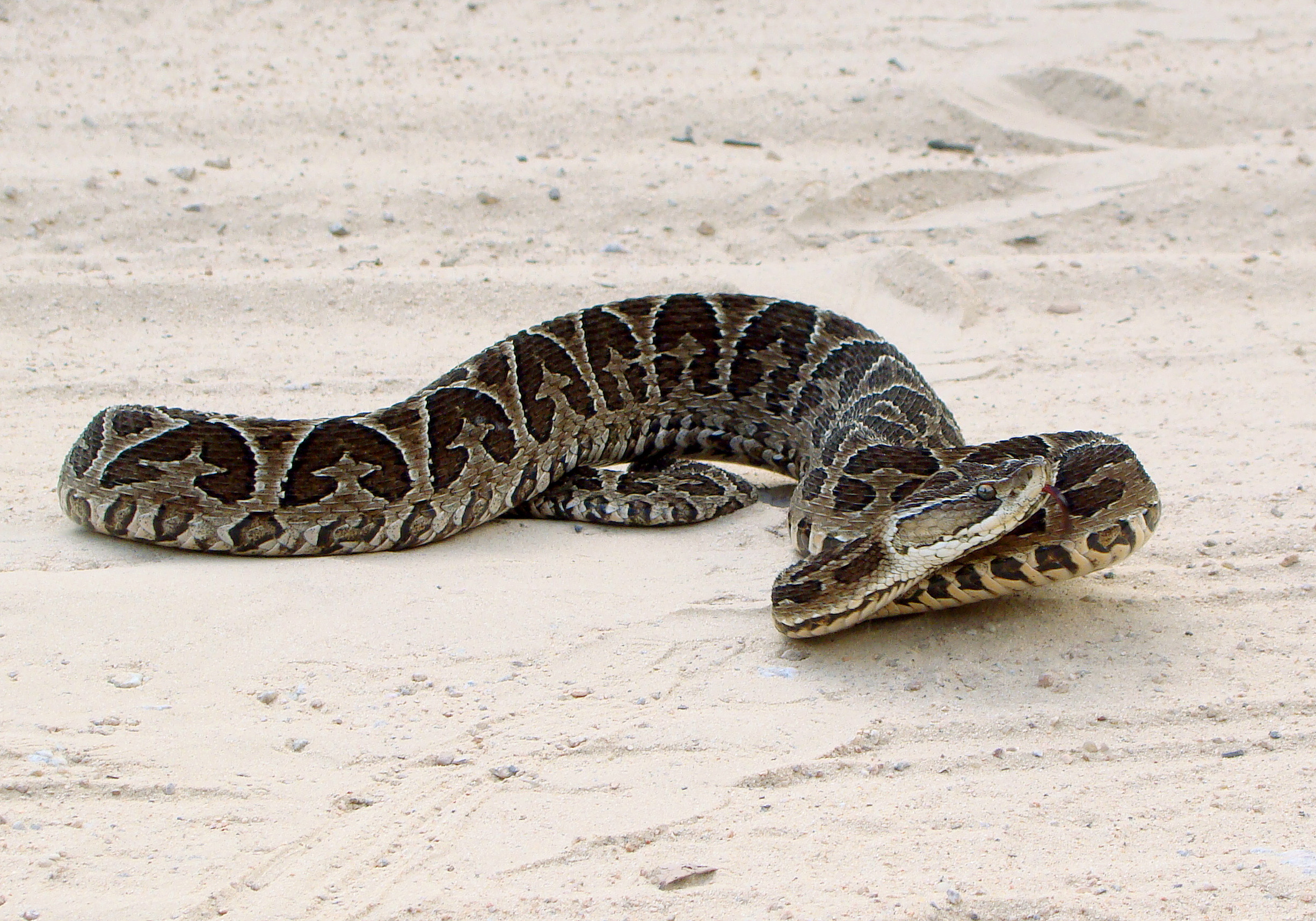
Bothrops alternatus.

No es una serpiente agresiva, ataca sólo si se siente amenazada. Existen muchas supersticiones entre los habitantes de zonas rurales con respecto a esta serpiente, pero en la mayoría de los casos los ataques y/o conductas agresivas se dan solo si son molestadas o si se tropieza con ella accidentalmente. Aunque nunca se descarta la posibilidad de múltiples mordeduras por agresividad.

## Veneno
Bothrops alternatus forma una importante causa de mordeduras dentro de su área de distribución. Sus mordeduras son raramente fatales, pero con frecuencia causan severos daños al tejido.
Según la página sobre Toxicología de la Universidad de Adelaida, la toxina de estas serpientes consiste principalmente en una mezcla de coagulantes, hemorrágicos, necrotoxinas y quizás algún tipo de anti-coagulante aunque no da señales clínicas visibles.
Los síntomas clínicos son:
- Dolor, tumefacción, hematomas en la zona de la mordida, sensación de calor o ardor abrasivo, necrosis (Efectos locales).
- Dolor de cabeza, náuseas, vómitos, dolor abdominal, diarrea (Efectos a nivel sistémico).
- Confusión, convulsiones, desmayos (Efectos neurológicos).
- Coagulopatías y hemorragias masivas.

No hay evidencias de daño renal pero dado que otras especies de la misma familia sí lo provocan, no se descarta de forma absoluta. En ese caso sería colateral a las coagulopatías.

## En la cultura popular

### En la literatura
En el cuento «Anaconda», del escritor uruguayo Horacio Quiroga toma a esta serpiente como un elemento fundamental. Como dice en una parte, «las yararás, que tienen a la Muerte por negro pabellón». En «A la deriva», del mismo autor, el protagonista es picado por una víbora de esta especie. También en la narración «Yarará como manguera» de Mempo Giardinelli, autor argentino, se presenta el animal como factor decisivo del relato.